# GNリサウンド
GNリサウンド（GN ReSound）は、世界有数の補聴器メーカーのひとつであり、GN Store Nordグループ企業の一つである。世界120カ国以上に販売網を持った、世界第4位の供給台数を誇る補聴器メーカーである。研究開発センターをデンマークやアメリカに設けている。
日本においては、GNヒアリングジャパン株式会社を設立している。